# Micky-Maus-Zeitung
Als Micky-Maus-Zeitung erschien von Januar bis September 1937 im Micky-Maus-Verlag Bollmann der Zürcher Druckerei Jacques Bollmann AG das erste deutschsprachige Disney-Comicmagazin. Die Herausgabe musste infolge der Weltwirtschaftskrise und der Lizenzbeschränkungen der Walt Disney Company im September 1937 sistiert werden.

## Geschichte und Layout
Die Geschäfte der 1880 gegründeten Buchdruckerei Jacques Bollmann AG mit Sitz in Zürich wurden in den 1930er-Jahren von den Geschwistern Emma Regina und Ernst Bollmann geführt. Auf einer Italienreise glaubte Ernst Bollmann, angeregt durch den Erfolg des italienischen Magazins Topolino, mit Walt Disney und seinen lustigen Geschichten der Mickey Mouse den Ausweg aus der schlechten Wirtschaftslage (Weltwirtschaftskrise) seiner Druckerei gefunden zu haben. Nachdem sie sich die Rechte am Disney-Material beschafft hatten, gründeten die Geschwister 1936 den Micky-Maus-Verlag Bollmann.
Zunächst lag der Schwerpunkt des Verlags auf seinen sogenannten «Wunderbüchern», aufwendig produzierten Bilderbüchern mit aufklappbaren und heraustrennbaren Figuren. Die Verkaufspreise waren jedoch recht hoch, und die Bücher verkauften sich schlecht. Nach einer Probeausgabe zu Weihnachten 1936 versprach sich der Verlag mehr Erfolg mit der Micky-Maus-Zeitung, deren Ausgabe Nummer 1 Mitte Januar 1937 zum Preis von 25 Rappen erschien. Als Vorbild galt die britische Mickey Mouse Weekly, ein wöchentlich erscheinendes britisches Boulevard-Disney-Comic-Magazin, aus dem einige Ideen und Entwürfe entnommen wurden. Die zweimal im Monat ausgegebenen Nummern der Zürcher Micky-Maus-Zeitung mit jeweils acht Seiten wurden fortlaufend paginiert; anfangs gab es jedoch noch Fehler bei der Seitenzählung. Titelseite und letzte Seite wurden jeweils koloriert, während die Innenseiten schwarz-weiss gehalten wurden. Für die Übersetzungen der Texte aus dem Englischen war Martha Ehrat-Bollmann zuständig.
Neben Topolino in Italien, Le Journal de Mickey in Frankreich und der spanischen Mickey zählt die Micky-Maus-Zeitung zu den ersten europäischen Disney-Zeitschriften. In Deutschland erschienen zwar erstmals ab Mitte 1930 vereinzelte Comicstrips in Zeitungen oder Büchern, als Serie wurde das Micky Maus-Magazin dort aber erst 1951 im Berliner Egmont Ehapa Verlag herausgegeben.
Als wichtiges Zeitzeugnis der Zürcher Comic-Geschichte stehen die Nummern 1 bis 18 der Micky-Maus-Zeitung im Bestand der Schweizerischen Nationalbibliothek und der Rara-Sammlung der Zentralbibliothek Zürich. Einzelne Nummern werden heute in Antiquariaten zu Preisen von etwa 1000 Euro angeboten (Stand: Sept. 2022).

## Details zu den Ausgaben

### Nullnummer
Auf dem Umschlag der Nullnummer, der Probeausgabe Weihnachten 1936, sind Mickey und Minnie Maus zusammen mit den bekanntesten Disney-Figuren beim Entladen ihres Gepäcks von einem Güterwaggon auf dem Zürcher Hauptbahnhof abgebildet. Die Leser konnten sich in einem Wettbewerb alternative Namen für die Hauptfiguren wünschen. Die Ergebnisse wurden in der Ausgabe Nummer 1 in einer «Namen-Liste» vorgestellt.

### Nummer 1
Auf der Titelseite der ersten Ausgabe ist als Farbcomic eine Situation dargestellt, in der die ganze Micky-Maus-Familie in Interaktion zu sehen ist: Die Micky Maus-Familie trainiert. Das Motiv Mont Blanc – Schule für Bergsteiger wurde damit auf die Leserschaft in der Schweiz abgestimmt. Auf der zweiten Seite wird unter dem Titel Tauffest die «Namen-Liste» mit den von den Lesern vorgeschlagenen neuen Namen der Hauptfiguren vorgestellt. Zum Beispiel bekam Donald Duck den Namen Schnatterich und Goofy wurde als Muli benannt. Des Weiteren sind in dieser Ausgabe der bis zur letzten Nummer fortgesetzte Comic Tim und Tom von Lyman Young, der Comic Das Geheimnis des Institutes oder Wo ist das für den Turnhallebau bestimmte Geld? mit den Detektiven Prahler und Gründlich (Hase und Schildkröte) sowie eine einseitige, unbetitelte, abgeschlossene Episode mit Micky Maus und Muli enthalten. Die letzte Seite zeigt in Farbe die Serie Tolle Phantasien mit Schnatterich als Hauptfigur. Diese einseitigen, jeweils abgeschlossenen Episoden erschienen bis Nummer 4 und kamen ab Nummer 10 zurück.
Nicht alle Seiten der Zeitung enthalten Comics. Es wurden auch Sachgeschichten über Micky Maus’ Heimat, Belletristik und eine Fotodokumentation Wie Micky-Maus im Zeichenatelier entsteht! veröffentlicht, und es gibt eine Rätsel- und Spielecke. Die Leser werden teilweise als «Mickyaner» angesprochen. Aus wirtschaftlichen Gründen wurde auch eine Seite mit Werbung eingefügt, auf der die Comiccharaktere, meist Micky Maus selbst, in die Anzeigen integriert waren.

### Folgende Nummern
Die folgenden Nummern sind ähnlich wie Nummer 1 aufgebaut und haben stets acht Seiten. Zum belletristischen Teil gesellen sich mitunter auch Gedichte. Ebenso fand die lokale Kultur, z. B. Lehrreiches über die Kinder- und Jugendschriftstellerin Johanna Spyri oder das Zürcher Sechseläuten, immer mehr Einzug in die Ausgaben. Die Nummer 5 von Mitte März 1937 ist thematisch von Ostern geprägt, sowohl Titel- als auch letzte Seite zeigen als Comic den Hochbetrieb auf der Osterwiese. Darin sind hauptsächlich Osterhasen vertreten, jedoch keine von den üblichen Hauptfiguren der Micky-Maus-Zeitung. Seit dieser Osterausgabe war die Zeitung für 30 Rappen erhältlich. Ab Nummer 6 findet sich der Micky-Maus-Familien-Comic, der bis Nummer 4 seinen Platz auf der Titelseite hatte, auf der letzten Seite wieder und endet in der Nummer 9 mit der Episode In China.

### Nummer 18
In der letzten Ausgabe, Nummer 18 von Ende September 1937, heisst es im Editorial, dass es sowohl vom Verlag als auch vom Leser her aus wirtschaftlichen Gesichtspunkten nicht möglich sei, dass die Micky-Maus-Zeitung öfter als zweimal im Monat erscheint. Zwar wendet sich Micky darin direkt an die Leser und schreibt: «Liebe Freunde! Wenn diese Zeitung in Eure Hände kommt, bin ich schon längst über alle Berge …»; dennoch ist dieser Ausgabe noch nicht mit Sicherheit zu entnehmen, dass es die letzte sein würde, die je erschien. In einem Avis (Benachrichtigung) wurde der Zentralbibliothek Zürich mitgeteilt, dass aus wirtschaftlichen Gesichtspunkten und Lizenzbeschränkungen die Herausgabe der Micky-Maus-Zeitung sistiert werden musste.